# Tipovi kriminala na internetu
Kriminal na internetu se odnosi na korišćenje računarske tehnologije za izvršenje nezakonitih radnji. Računar ili računarska mreža su meta, mesto ili izvor kriminalnih aktivnosti.

## Podela
Zavisno od tipa počinjenih dela, internet kriminal može biti:
- Politički:

1. sajber špijunaža;
2. hakovanje;
3. sajber sabotaža;
4. sajber terorizam;
5. sajber ratovanje.

- Ekonomski:

1. internet prevare;
2. hakovanje;
3. krađa internet usluga i vremena;
4. piraterija softvera, mikročipova i baza podataka;
5. sajber industrijska špijunaža;
6. prevarne internet aukcije

- Proizvodnja i distribucija nedozvoljenih i štetnih sadržaja:

1. dečja pornografija;
2. pedofilija;
3. verske sekte;
4. širenje rasističkih, nacističkih i sličnih ideja i stavova;
5. zloupotreba žena i dece.

- Manipulacija zabranjenim proizvodima, supstancama i robama:

1. drogom;
2. ljudskim organima;
3. oružjem.

- Povrede privatnosti:

1. nadgledanje e-pošte;
2. spam
3. fišing
4. prisluškivanje, snimanje “pričaonica”
5. praćenje e-konferencija
6. prikačinjanje i analiza „kolačići“ (engl. cookies).[1]

### Spam
Spam se odnosi na slanje iste poruke velikom broju korisnika interneta, u nameri da poruka stigne i do ljudi koji sami ne žele da je dobiju. Najčešće se koristi za reklamiranje proizvoda i usluga. Uglavnom su to sumnjivi proizvodi ili različiti programi za „brzo bogaćenje“ koji mogu rezultovati i finansijskim gubitkom primaoca poruke.
Pored imejla, spameri koriste i diskusione grupe, kao i socijalne mreže kako bi poruke stigle do što većeg broja korisnika interneta. Automatski spam programi čak napadaju i razgovore putem instant poruka, tako što nasumično biraju korisnička imena i šalju poruke nadajući se da će one stići do nekoga na drugom kraju.

### Napad odbijanjem usluge (napad)
Napad odbijanjem usluge (engl. Denial-of-service attack) predstavlja pokušaj da se neki računarski izvor učini nedostupnim korisnicima kojima je namenjen. Sastoji se od usklađenih pokušaja jedne ili više osoba da onemoguće normalno funkcionisanje ili da potpuno onesposobe za upotrebu neki Internet servis ili stranicu.
Najčešće se ovi napadi vrše „plavljenjem“ mreže informacijama. Ukucavanjem URL adrese nekog veb sajta u internet pretraživač, šalje se zahtev serveru tog veb sajta za pristup željenoj stranici. Pošto server može da primi ograničen broj zahteva, slanjem velikog broja zahteva odjednom, može da uspori ili čak potpuno onesposobi rad veb servera, tako da ga korisnici ne mogu koristiti. U distribuiranom DoS napadu napadač kontroliše više izvora sa kojih šalje zahteve ili neke druge poruke meti napada koju pokušava da onesposobi. Pored veb servera mete napada su često i DNS serveri, serveri za e-poštu, kao i serveri nekih važnih ustanova.

### Internet prevara
Internet prevara predstavlja obmanu korisnika interneta kako bi oni uradili nešto na sopstvenu štetu ili štetu nekog drugog, a u korist (imovinsku, ili neke druge prirode) lica koja čine prevaru.
Jedan od načina prevare jeste fišing (engl. phishing). Fišing je krađa ličnih podataka kao što su broj kreditne kartice, šifra, informacije bankovnog računa, broj socijalnog osiguranja itd. Obično se koristi imejl kako bi se korisnici usmerili na lažni veb sajt gde se od njih traži otkrivanje ličnih informacija koje će se koristiti za krađu identiteta i pribavljanja imovinske koristi.
Internet prevare predstavljaju i druga dela koja podrazumevaju povredu privatnosti, kao što je i čitanje paketa , gde se presreću i čitaju podaci kao što su na primer brojevi kreditnih kartica. Ovaj način prevare se koristi ređe jer je potrebno vrlo visoko znanje i veština. 
Često se koriste i onlajn aukcije koje su naizgled legitimne, međutim nude se proizvodi koje prodavac ne poseduje, a kada dobije novac nestaje sa njim.
Takođe postoje prevare sa plaćanjem unapred. Jedna od najčešćih vrsta internet prevare je poznata kao nigerijska ili 419 prevara. To je vrsta prevare gde se putem mejla stupa u kontakt sa korisnicima interneta i od njih traži novčana pomoć uz obećanje značajne finansijske dobiti. Prevaranti se uglavnom predstavljaju kao vladini zvaničnici ili pretstvnici agencije i traže pomoć za obavljanje novčanih transfera ili pomoć u vezi nekog drugog finansijskog problema. Ovakve poruke uglavnom su slate iz Nigerije, mada bilo je i onih koji su dela činili iz drugih afričkih zemalja kao i iz Kanade i Velike Britanije.

### Sajber terorizam
Sajber terorizam obično podrazumeva napade na kompjuterske sisteme ili mreže iza kojih stoje neki politički ciljevi. Često su namenjeni za zastrašivanje vlade ili građana neke države ili izazivanje ekonomskog gubitka. Pod sajber terorizmom podrazumevaju se i fizički napadi i uništavanje važnih kompjuterskih sistema i infrastruktura.
Razvojem računarske tehnologije, terorističke organizacije su dobile novo oružje za ostvarivanje svojih ciljeva. Terorističke grupe koriste računare i Internet za širenje svojih ideja. Oni koriste veb sajtove za regrutovanje novih članova kao i za prikupljanje sredstava. Kriminalci čak pomoću svojih tehničkih veština kradu informacije sa kreditnih kartica, kako bi finansirali terorističke aktivnosti. Vrlo je teško boriti se protiv sajber terorizma, jer novi , napredni alati za sajber kriminal onemogućavaju identifikaciju terorista tokom njihovih napada.

### Malver
Malver ili „zloćudni“ softver u svojim različitim oblicima predstavlja jednu od najvećih pretnji po korisnike interneta. Maliciozni softver se može podeliti u više različitih kategorija i uključuje računarske viruse, crve, trojance, spajver i adver. Malver ima sposobnost da zaposedne veb brauzer, preusmeri zahteve ka internet pretraživaču, preplavi ekran sa „pop-up“ reklamama i čak nadgleda aktivnosti korisnika. Takodje može prouzrokvati da računar postane spor i nestabilan. Ako se odmah ne ukloni, virus može vremenom prouzrokovati da operativni sistem postane nefunkcionalan. Zato je neophodno imati adekvatnu zaštitu od virusa.
Većina „zloćudnih“ softvera će se reinstalirati čak i pošto korisnik pomisli da su uklonjeni. Oni se često kriju duboko u vindouz registru što ih čini teškim za ručno uklanjanje. Kada se ovo desi, računar može postati toliko nestabilan da instalacija softvera za uklanjanje malvera moze biti onemogućena.

### Hakovanje
Hakovanje je neovlašćeno korišćenje računara i mrežnih resursa. Najpopularniji oblici hakovanja mreže su napad odbijanjem usluge i mejl bombe. Hakeri mreža pokušavaju da se probiju u obezbedjene delove kako bi pronašli osetljive podatake. Kada je mreža hakovana, fajlovi mogu biti uklonjeni, ukradeni ili izbrisani. Razlozi za hakovanje mogu biti razni: pridobijanje materijalne koristi, krađa bitnih informacija, sabotaža sajtova, a ponekad to može biti i samodokazivanje ili čisto iz zabave hakera.

### Sajber uhođenje
Sajber uhođenje je vrsta internet kriminala koja je posebno značajna za maloletne osobe. Sajtovi društvenih mreža kao što su Fejsbuk ili Majspejs omogućavaju da se vrlo lako saznaju detalji o privatnom životu žrtve. Lako se saznaju podaci o njenim hobijima, interesovanjima, prijateljima, porodici i dnevnim aktivnostima. Zločin sajber uhođenja može dovesti do praćenja, pretnji, krađe identiteta kao i do seksualnog napada ukoliko počinilac uspe da ubedi žrtvu da se pojavi na sastanku.

## Spoljašnje veze
- Šta je visoko tehnološki kriminal - MUP Srbije
- Internet prevara - FBI
- Suočavanje sa sajber pretnjom - Savet za inostrane odnose
- Kompjuterski kriminal ,Odeljenje za pravosuđe Sjedinjenih Američkih Država
- Sajber ratovanje